# Шарипов, Геннадий Михайлович
Геннадий Михайлович Шарипов (укр. Геннадій Михайлович Шаріпов; 12 мая 1968) — советский и украинский футболист, нападающий, полузащитник.
Начинал карьеру в команде второй советской лиги «Стахановец» Стаханов — в 1985—1986 годах провёл три игры. В 1988 году сыграл три игры за севастопольскую «Чайку». В следующем году в составе МЦОП «Химик» Белореченск провёл 29 игр. В 1990—1991 годах играл во второй низшей лига за «Авангард» Курск. В марте — мае 1993 сыграл шесть неполных матчей в чемпионате Украины за «Зарю-МАЛС» Луганск, затем играл за любительские клубы из Лутугино МАЛС и «Металлург». Профессиональную карьеру завершил в сезоне 1994/95 в составе команды третьей украинской лиги «Авангард-Индустрия» Ровеньки.